# Dučice
Dučice jsou vesnice, část obce Přerubenice v okrese Rakovník ve Středočeském kraji na území přírodního parku Džbán. V roce 2011 zde trvale žili čtyři obyvatelé.

## Historie
První písemná zmínka o vesnici pochází z roku 1436. Osada v roce 1405 náležela ke statku Zálezlickému a tím i jeho majiteli Daliborovi z Kozojed. V letech 1436–1542 vesnice náležela k Přerubenickému panství a v roce 1606 byla přikoupena k panství Kornhauz (Mšec).[zdroj?]

## Přírodní poměry
Dučice leží v uzávěru hlubokého údolí Srbečského potoka. Nad údolím se zvedá opuková tabule Džbánu, ohraničená strmými svahy. Dva kilometry severozápadně od osady se nachází jedno z jeho zvláště chráněných území: Pochválovská stráň s opukovými skalními stěnami, suťovými lesy a výskytem chráněných a ohrožených druhů rostlin.

## Obyvatelstvo
| Rok            | 1869 | 1880 | 1890 | 1900 | 1910 | 1921 | 1930 | 1950 | 1961 | 1970 | 1980 | 1991 | 2001 | 2011 | 2021 |
| -------------- | ---- | ---- | ---- | ---- | ---- | ---- | ---- | ---- | ---- | ---- | ---- | ---- | ---- | ---- | ---- |
| Počet obyvatel | 41   | 61   | 55   | 46   | 55   | 45   | 44   | 24   | 25   | 14   | 3    | 2    | 8    | 4    | 10   |
| Počet domů     | 7    | 8    | 8    | 8    | 9    | 9    | 9    | 9    | 9    | 6    | 1    | 6    | 7    | 7    | 8    |

## Obecní správa
Při sčítání lidu v letech 1850–1920 Dučice byly osadou obce Bdín v okrese Slaný. V letech 1920–1979 byly částí obce Přerubenice, se kterým patřily nejprve do okresu Slaný, ale v roce 1950 v okrese Nové Strašecí a od roku 1960 v okrese Rakovník. Od 1. ledna 1980 do 23. listopadu 1990 byly částí obce Srbeč v okrese Rakovník. Od 24. listopadu 1990 jsou opět částí obce Přerubenice v okrese Rakovník.